# Adrien Jean-Baptiste du Bosc
Adrien Jean-Baptiste Aimable Ramon du Bosc Dutaillis, genannt Adrien Jean-Baptiste du Bosc, (* 12. November 1760 in Nangis; † 4. Februar 1851 in Paris) war ein französischer Général de division der Pioniere.

## Leben
1773 trat du Bosc als Kadett in das Génie-Korps Nassau-Siegen ein. Begeistert von der Revolution ging er 1789 nach Paris und schloss sich dort der Garde nationale an.
Als begeisterter Anhänger Napoleons kämpfte er vor Jemappes (6. November 1792), vor Verviers und nahm an der Besetzung von Lüttich (1795) teil.
Im darauffolgenden Jahr wechselte du Bosc zu Marschall Louis-Alexandre Berthier und konnte sich während des Italienfeldzugs (1796/97) durch Tapferkeit auszeichnen. Er kämpfte u. a. zusammen mit Pascal Antoine Fiorella bei Castiglione (5. August 1796). Danach wurde er zum Chef de bataillon befördert und das Direktorium ließ du Bosc ein Paar Pistolen als Ehrenwaffen überreichen.
Du Bosc kämpfte bei Arcole (15./17. November 1796) und Rivoli (14./15. Januar 1797). Anschließend war er in Österreich stationiert und war einige Zeit Stabsoffizier im Stab von General Barthélemy-Catherine Joubert.
Nach weiteren Beförderungen und Versetzungen kam er als Aide-de-camp zu Marschall Louis-Alexandre Berthier und nahm u. a. an der Schlacht bei Marengo (14. Juni 1800) teil.
Unter Marschall Michel Ney kämpfte er bei Jena (14. Oktober 1806) und war maßgeblich an der Kapitulation Magdeburgs (8. November 1806) beteiligt. Auch in den Schlachten bei Preußisch Eylau (7./8. Februar 1807), Guttstadt (5./6. Juni 1807), Heilsberg (10. Juni 1807) und Friedland (14. Juni 1807) konnte er sich durch Mut und Tapferkeit auszeichnen.
Nach dem Feldzug von 1809 bestimmte Napoleon du Bosc zum Militärgouverneur von München. Im Herbst 1810 kehrte er nach Paris zurück und wollte sich mehr politischen Aufgaben widmen. Als 1812 Napoleon seinen Russlandfeldzug plante, berief er bei den Vorbereitungen dazu schon früh auch du Bosc in seinen Stab. Während dieses Krieges fungierte du Bosc für einige Zeit auch als Stadtkommandant von Warschau (→Herzogtum Warschau).
Nach der Schlacht bei Paris (30. März 1814) und der Abdankung Napoleons (→Vertrag von Fontainebleau) schoss sich du Bosc den Bourbonen an. Während Napoleons „Herrschaft der hundert Tage“ und auch der der darauffolgenden Restauration verhielt er sich neutral. Der innenpolitische Machtwechsel zur Julimonarchie (→Julirevolution von 1830) war nicht mehr seine Welt.
General Adrien du Bosc starb im Alter von 90 Jahren am 4. Februar 1851 in Paris und fand seine letzte Ruhestätte auf dem Cimetière du Père-Lachaise (Division 56).

## Ehrungen
- Comte de l’Émpire
- 1809 Ordre militaire de Maximilièn-Joseph de Bavière[1]
- 1814 Ordre royal et militaire de Saint-Louis
- Sein Name findet sich am östlichen Pfeiler (11. Spalte) des Triumphbogens am Place Charles-de-Gaulle (Paris).